# 灰背鸥
灰背鸥（学名：Larus schistisagus）又名灰背鷗，为鸥科鸥属的鸟类。是一種大型的白頭鷗，繁殖於古北界的東北沿海，但在非繁殖季節會廣泛遷徙。其外觀類似於西美鷗和灰翅鷗。

## 辭源
屬名源自拉丁語larus，可能指的是一種鷗或其他大型海鳥。特定名schistisagus來自新拉丁語schistus，意為「石板」，及拉丁語sagus，意為「披風」。

## 分佈及棲地
大黑脊鷗原產於亞洲東北部的太平洋沿岸。個體曾流浪到北美各地，包括新英格蘭和德克薩斯州。 2012年11月3日，有一隻大黑脊鷗在芬蘭被觀察到。此前，該物種在歐洲僅被觀察到三次。
在中国大陆，分布于东北、山东、福建、广东、云南等地。该物种的模式产地在西伯利亚。

## 描述

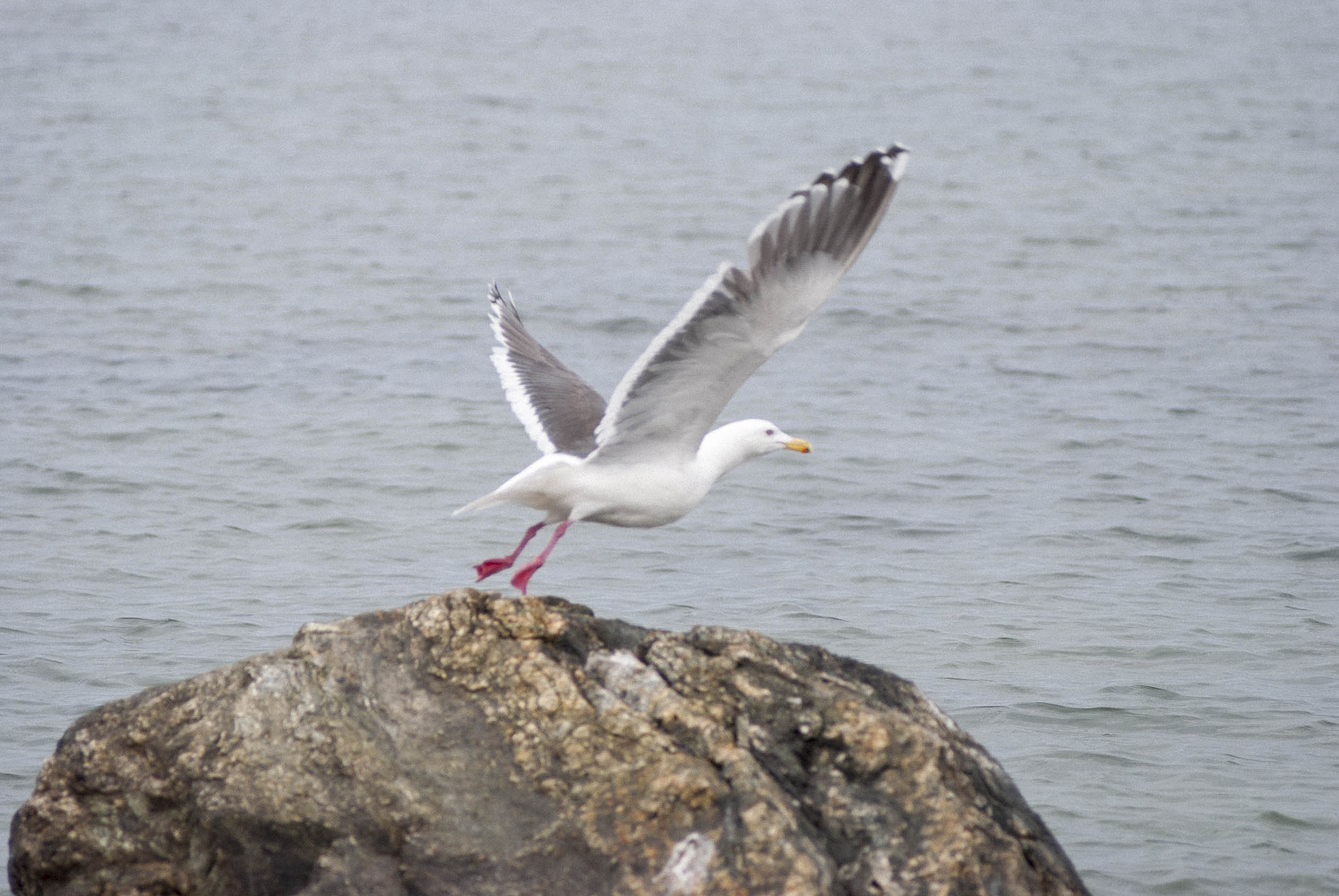
大黑脊鷗的中初級羽毛的羽舌尖端呈現出獨特的「珍珠串」翼紋。

大黑脊鷗與黃腳鷗並列為第四大鷗類，體長55—68.5 cm（21.7—27.0英寸），翼展132—160 cm（52—63英寸），體重1.05—1.7（2.3—3.7磅）。 其標準測量值包括翼弦長為40至48 cm（16至19英寸），喙長為4.8至6.5 cm（1.9至2.6英寸），脛骨長為6至7.6 cm（2.4至3.0英寸）。 大黑脊鷗擁有白色的頭部、腹部和尾部，背部和翅膀呈深石板灰色，翅膀邊緣有寬白邊。其翅膀和背部顏色比西美鷗略深（柯達灰色尺度為9.5至12，相比之下，西美鷗的南方深色亞種為9至11）。在外側初級羽毛（p9和p10）上，有白色斑點，稱為鏡斑。內側初級羽毛呈淺灰色，中部初級羽毛有長灰色的羽舌，尾端有大型白色新月形斑，形成「珍珠串」圖案，與次級羽毛的寬白邊相連。眼睛為黃色，周圍有紫色至深粉色的眼眶皮膚。相較於其他類似的鷗類，其腿部呈粉紅色且較短，身體顯得較為粗壯，呈「大肚」外觀。喙為黃色，末端有橙紅色的亞末端斑點（雛鳥啄擊這個位置以刺激親鳥反芻餵食）。未成熟鷗的羽毛為棕色，類似於大黑背鷗，但顏色較淡，在野外幾乎無法與未成熟的銀鷗區分。